# Мусчелу-Кеременешть
Мусчелу-Кеременешть, Мусчелу-Кеременешті (рум. Muscelu Cărămănești) — село у повіті Бузеу в Румунії. Входить до складу комуни Колць.
Село розташоване на відстані 108 км на північ від Бухареста, 40 км на північний захід від Бузеу, 124 км на захід від Галаца, 70 км на південний схід від Брашова.

## Населення
За даними перепису населення 2002 року у селі проживали 174 особи, усі — румуни. Усі жителі села рідною мовою назвали румунську.